# Dangara
Dangara (tadż. Дангара) – osiedle typu miejskiego w Tadżykistanie (wilajet chatloński); 23 tys. mieszkańców (2006). Miejsce urodzenia obecnego prezydenta kraju, Emomali Rahmona.